# スチンソン

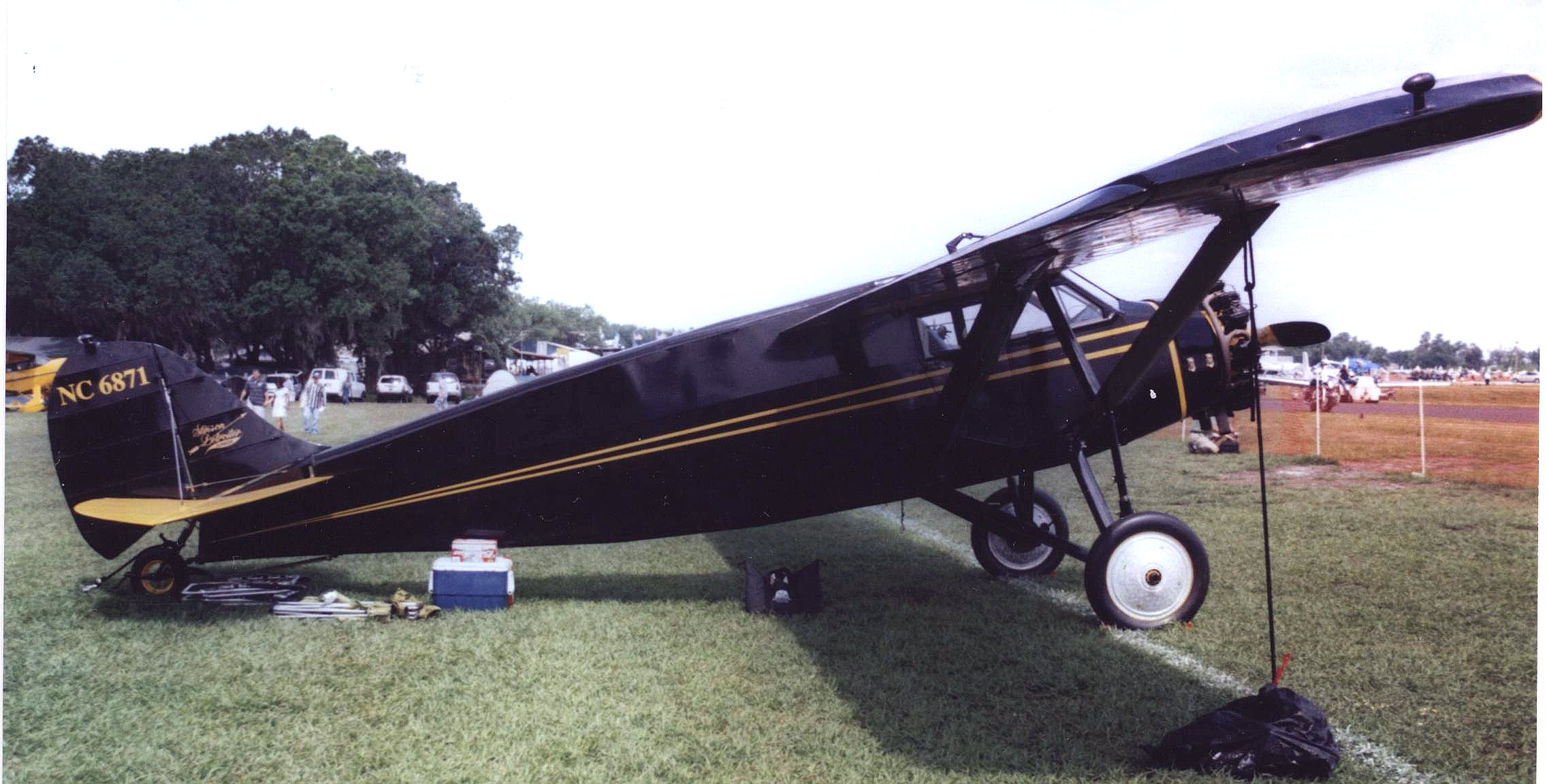
SM-2 ジュニア

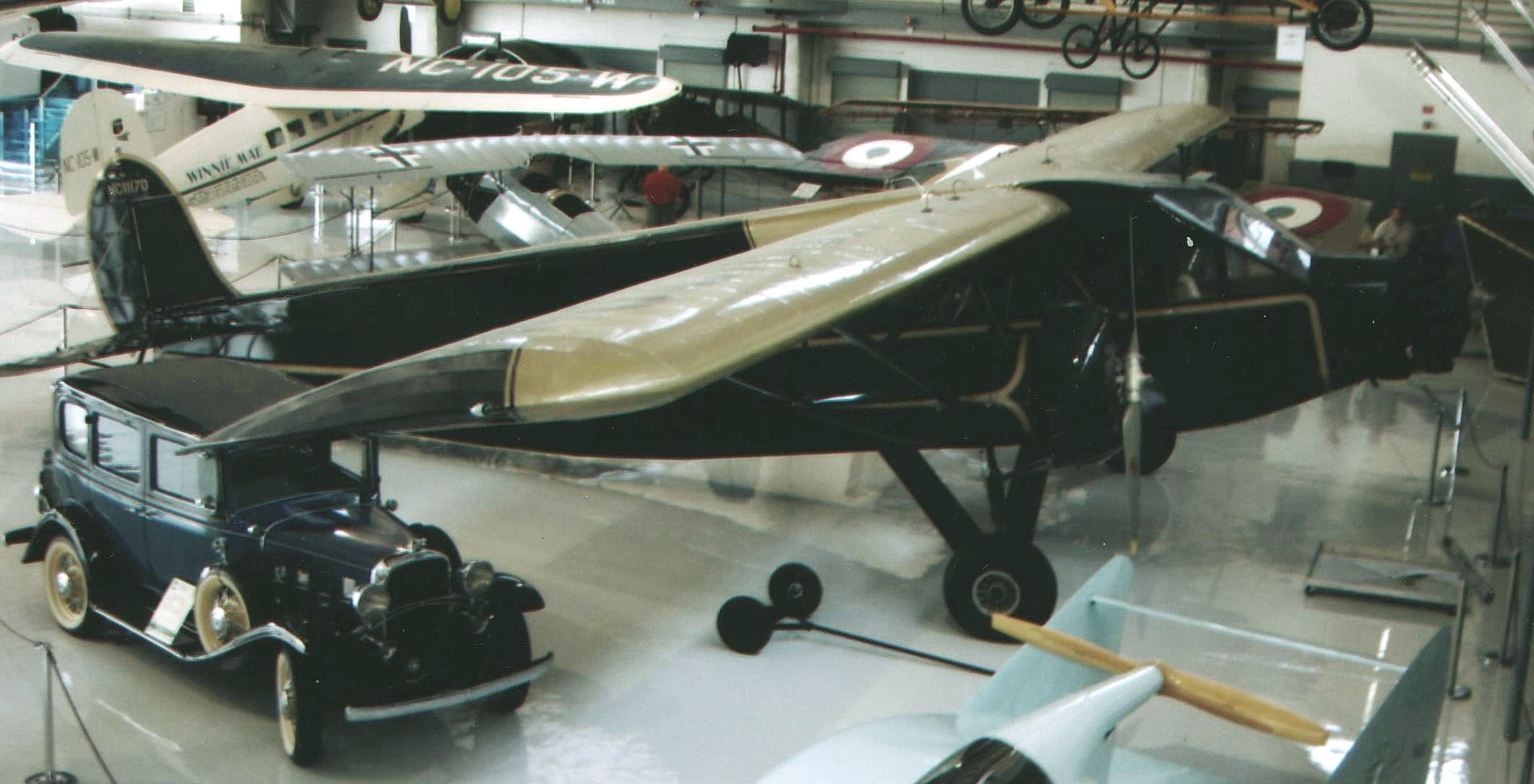
SM-6000B 旅客機

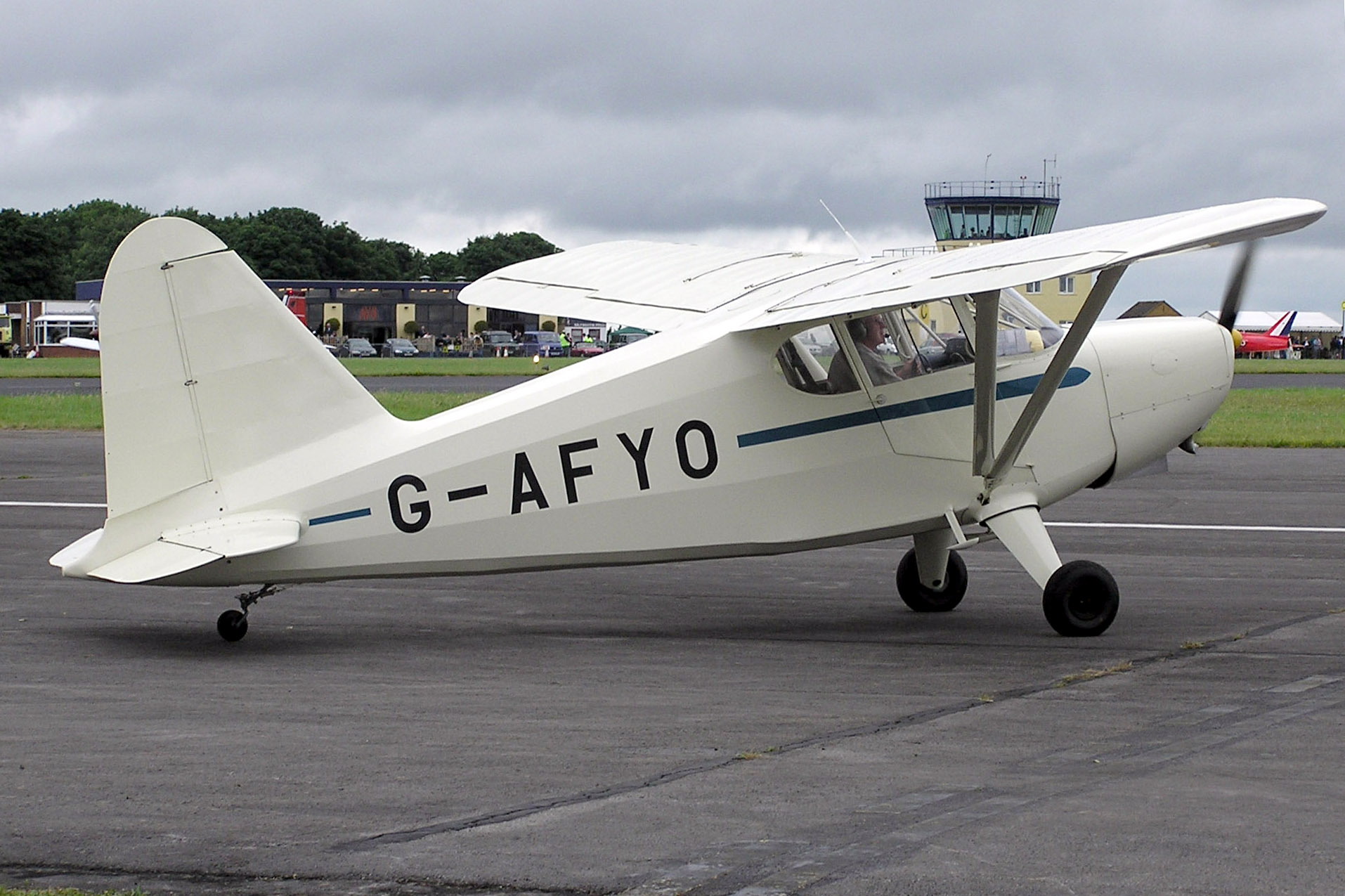
HW-75 (105とも呼ばれた)

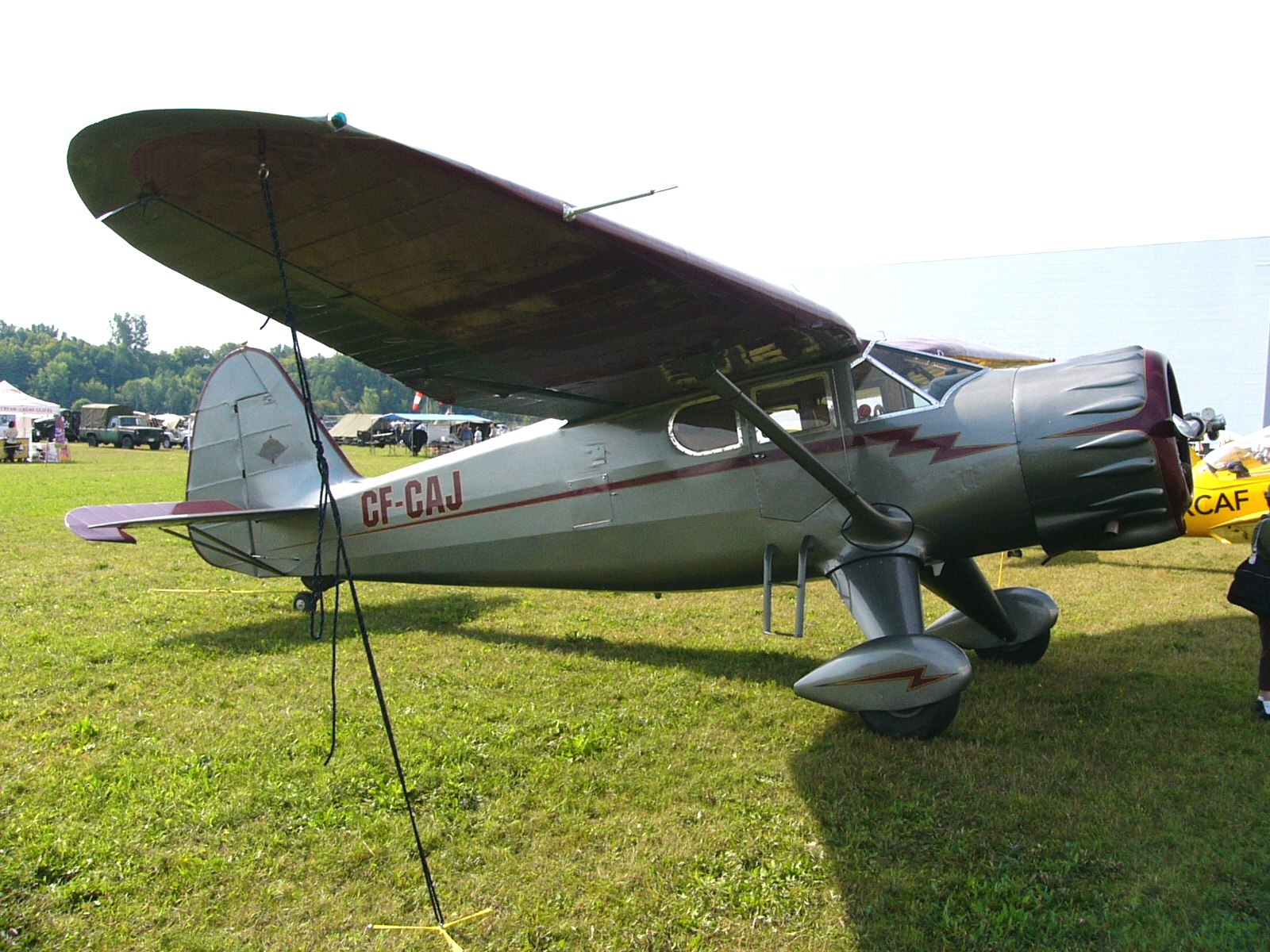
V77 リライアント

スティンソン・エアクラフト（Stinson Aircraft Company ）は1920年代から1950年にかけて存在したアメリカ合衆国の航空機メーカーである。

## 歴史
創業者のエドワード・スティンソン（1894 - 1932）は1910年代の始めからパイロットになり、1920年にオハイオ州デイトンにスティンソン・エアクラフト・カンパニー（Stinson Aircraft Company ）を設立した。
会社設立の5年後、スティンソンはミシガン州デトロイトで事業計画に対して出資を集めた。デトロイト商工会の航空委員会はスティンソンのスティンソン・エアクラフト・シンディケート（Stinson Aircraft Syndicate ）の設立を支持、同シンディケートは1925年にデトロイトの南西の現在のデトロイト・メトロポリタン・ウェイン・カウンティ空港の場所で設立され、新型の単葉機であるSM-1 デトロイターの開発に25,000ドル提供した。同機は1926年1月25日に初飛行と夜間飛行に成功してスチンソンは150,000ドルの公募による資金で1926年5月4日にスティンソン・エアクラフト・コーポレーションを設立した。スティンソン・エアクラフト社は1926年に10機のSM-1を販売した。事業は着実に拡大し、スティンソンは1929年に121機を販売した。企業経営が成功している中でも、スティンソンは常に飛行家であり続け、曲芸飛行で当時としては巨額の年間10万ドルを稼いでいた。
1929年9月、自動車販売業界から転身し中/高級自動車メーカー経営者として台頭しつつあったビジネスマン、エレット・ロバン・コードがスティンソン社の株式の60%を買収し、彼の率いるコード社がスティンソンに新設計を追求しながら競争力のある価格で航空機を販売できるように追加投資した。1930年の大恐慌時にスティンソンは4席のSM-2 ジュニアから3発機のSM-6000 エアライナーまで6機種を販売していた。創業者のエドワード・スティンソンは、当時のパイロットの誰よりも長い16000時間以上の飛行歴があったが、1932年11月26日にシカゴで航空機事故によって38歳で死亡した。
自動車メーカーとしては新興かつ高級車偏重であったコード・グループは市場競争の激化に敗退して1938年には経営破綻し、スティンソンはアブコ社を経て1940年にコンヴェア社の前身の一社であるヴァルティー・エアクラフト社に吸収された。
第二次世界大戦中、ヴァルティー社の一部門としてスティンソンのブランド名は引き続き使用され、アメリカ陸軍向けの連絡機L-1 ヴィジラント、L-5 センティネルを開発、製造した。
戦後、引き続きアメリカ軍向けの連絡機L-13 グラスホッパーや民間向け軽飛行機スティンソン 108を開発、製造したが、1950年にスティンソンはパイパー・エアクラフト社に売却された。パイパーでもスティンソン108は一時期生産された。パイパーはスティンソンの設計である"ツイン・スティンソン"を改良した、一般航空業界では初の全金属製双発機・PA-23 アパッチで成功を収めた。
L-5はアメリカから日本へ35機が供与され、練習機や連絡機として使われていた。